# Luís Henrique (calciatore 1998)
Luís Henrique Farinhas Taffner (Vila Velha, 17 marzo 1998) è un calciatore brasiliano con cittadinanza italiana, attaccante del Paternò.

## Biografia
È in possesso della cittadinanza italiana.

## Caratteristiche tecniche
È un centravanti, in grado di agire da seconda punta.

## Carriera

### Club
Inizia a giocare a calcio nei settori giovanili di CFZ do Rio e Flamengo. Nel 2013 viene tesserato dal Botafogo, che lo aggrega al proprio settore giovanile. Esordisce in prima squadra il 4 luglio 2015 in Botafogo-Sampaio Corrêa (5-0), segnando una doppietta. Non trovando spazio in rosa, il 3 gennaio 2017 rescinde il contratto che lo legava al Botafogo, firmando un biennale con l'Athl. Paranaense.
Il 3 luglio 2017 si trasferisce in Portogallo, firmando un quadriennale con il Feirense. Esordisce nel campionato portoghese il 21 agosto contro il Paços Ferreira, subentrando al 67' al posto di José Valencia. Dopo aver trascorso un anno in Brasile, il 16 maggio 2019 viene tesserato dall'HIFK, formazione impegnata nel campionato finlandese. Il 15 gennaio 2020 viene acquistato dal Vejle, società-satellite del club finlandese, che lo lascia in prestito all'HIFK.
L'8 settembre 2020 il Vejle annuncia la risoluzione del prestito, aggregando l'attaccante alla squadra in vista della nuova stagione. Esordisce nel campionato danese il 27 settembre in Vejle-Copenaghen (2-2), subentrando al 69' al posto di Lundrim Hetemi.
Il 24 febbraio 2021 viene ceduto in prestito all'HJK. Il 13 luglio 2021 esordisce nelle competizioni europee in Budućnost-HJK (0-4), incontro preliminare valido per l'accesso alla fase a gironi di UEFA Champions League, subentrando al 53' al posto di Roope Riski. Il 16 agosto si trasferisce in prestito all'Honka. Il 9 marzo 2022 si trasferisce a titolo definitivo al Kataller Toyama, nella terza divisione giapponese.
Il 23 agosto 2023 viene ingaggiato dal Livorno, in Serie D.

### Nazionale
Nel 2015 ha preso parte ai Mondiali Under-17, disputati in Cile.

## Statistiche

### Presenze e reti nei club
Statistiche aggiornate al 3 gennaio 2025.
| Stagione        | Squadra          | Campionato      | Campionato | Campionato | Coppe nazionali | Coppe nazionali | Coppe nazionali | Coppe continentali | Coppe continentali | Coppe continentali | Altre coppe | Altre coppe | Altre coppe | Totale | Totale |
| Stagione        | Squadra          | Comp            | Pres       | Reti       | Comp            | Pres            | Reti            | Comp               | Pres               | Reti               | Comp        | Pres        | Reti        | Pres   | Reti   |
| --------------- | ---------------- | --------------- | ---------- | ---------- | --------------- | --------------- | --------------- | ------------------ | ------------------ | ------------------ | ----------- | ----------- | ----------- | ------ | ------ |
| 2015            | Botafogo         | A/RJ+B          | 0+15       | 4          | CB              | 1               | 0               | -                  | -                  | -                  | -           | -           | -           | 16     | 4      |
| 2016            | Botafogo         | A/RJ+A          | 12+5       | 2+0        | CB              | 6               | 1               | -                  | -                  | -                  | -           | -           | -           | 23     | 3      |
| Totale Botafogo | Totale Botafogo  | Totale Botafogo | 32         | 6          |                 | 7               | 1               |                    | -                  | -                  |             | -           | -           | 39     | 7      |
| gen.-giu. 2017  | Athl. Paranaense | A1/PR+A         | 8+0        | 0          | CB              | 0               | 0               | CL                 | 1                  | 0                  | -           | -           | -           | 9      | 0      |
| 2017-mar. 2018  | Feirense         | PL              | 4          | 0          | CP+CdL          | 0+2             | 1               | -                  | -                  | -                  | -           | -           | -           | 6      | 1      |
| 2018            | Nacional-SP      | A2/SP           | 6          | 1          | CB              | 0               | 0               | -                  | -                  | -                  | -           | -           | -           | 6      | 1      |
| gen.-mag. 2019  | Oeste            | A1/SP+A         | 4+0        | 0          | CB              | 0               | 0               | -                  | -                  | -                  | -           | -           | -           | 4      | 0      |
| 2019            | HIFK             | VL              | 9+5        | 4+4        | SC              | -               | -               | -                  | -                  | -                  | -           | -           | -           | 14     | 8      |
| gen.-set. 2020  | HIFK             | VL              | 11         | 4          | SC              | 5               | 1               | -                  | -                  | -                  | -           | -           | -           | 16     | 5      |
| Totale HIFK     | Totale HIFK      | Totale HIFK     | 25         | 12         |                 | 5               | 1               |                    | -                  | -                  |             | -           | -           | 30     | 13     |
| 2020-feb. 2021  | Vejle            | SL              | 5          | 0          | CD              | 2               | 1               | -                  | -                  | -                  | -           | -           | -           | 7      | 1      |
| feb.-ago. 2021  | HJK              | VL              | 12         | 3          | SC              | 2               | 0               | UCL+UEL            | 2+0                | 0                  | -           | -           | -           | 16     | 3      |
| ago.-dic. 2021  | Honka            | VL              | 6+2        | 3          | SC              | -               | -               | UECL               | -                  | -                  | -           | -           | -           | 8      | 3      |
| 2022            | Kataller Toyama  | J3              | 3          | 0          | CG              | 0               | 0               | -                  | -                  | -                  | -           | -           | -           | 3      | 0      |
| 2023-2024       | Livorno          | D               | 17         | 4          | CI-D            | 3               | 0               | -                  | -                  | -                  | -           | -           | -           | 20     | 4      |
| ago.-ott. 2024  | Albenga          | D               | 5          | 1          | CI-D            | 1               | 0               | -                  | -                  | -                  | -           | -           | -           | 6      | 1      |
| ott.-dic. 2024  | Magenta          | D               | 7          | 0          | CI-D            | -               | -               | -                  | -                  | -                  | -           | -           | -           | 7      | 0      |
| gen.-giu. 2025  | Paternò          | D               | 0          | 0          | CI-D            | -               | -               | -                  | -                  | -                  | -           | -           | -           | 0      | 0      |
| Totale carriera | Totale carriera  | Totale carriera | 136        | 30         |                 | 22              | 4               |                    | 3                  | 0                  |             | -           | -           | 161    | 34     |

### Cronologia presenze e reti in nazionale
| Cronologia completa delle presenze e delle reti in nazionale ― Brasile under 17 | Cronologia completa delle presenze e delle reti in nazionale ― Brasile under 17 | Cronologia completa delle presenze e delle reti in nazionale ― Brasile under 17 | Cronologia completa delle presenze e delle reti in nazionale ― Brasile under 17 | Cronologia completa delle presenze e delle reti in nazionale ― Brasile under 17 | Cronologia completa delle presenze e delle reti in nazionale ― Brasile under 17 | Cronologia completa delle presenze e delle reti in nazionale ― Brasile under 17 | Cronologia completa delle presenze e delle reti in nazionale ― Brasile under 17 |
| Data                                                                            | Città                                                                           | In casa                                                                         | Risultato                                                                       | Ospiti                                                                          | Competizione                                                                    | Reti                                                                            | Note                                                                            |
| ------------------------------------------------------------------------------- | ------------------------------------------------------------------------------- | ------------------------------------------------------------------------------- | ------------------------------------------------------------------------------- | ------------------------------------------------------------------------------- | ------------------------------------------------------------------------------- | ------------------------------------------------------------------------------- | ------------------------------------------------------------------------------- |
| 17-10-2015                                                                      | Coquimbo                                                                        | Brasile under 17                                                                | 0 – 1                                                                           | Corea del Sud under 17                                                          | Mondiali Under-17 2015 - 1º turno                                               | -                                                                               | 82’                                                                             |
| 20-10-2015                                                                      | La Serena                                                                       | Inghilterra under 17                                                            | 0 – 1                                                                           | Brasile under 17                                                                | Mondiali Under-17 2015 - 1º turno                                               | -                                                                               | 82’                                                                             |
| 23-10-2015                                                                      | Viña del Mar                                                                    | Guinea under 17                                                                 | 1 – 3                                                                           | Brasile under 17                                                                | Mondiali Under-17 2015 - 1º turno                                               | -                                                                               | 46’                                                                             |
| 28-10-2015                                                                      | Viña del Mar                                                                    | Brasile under 17                                                                | 1 – 0                                                                           | Nuova Zelanda under 17                                                          | Mondiali Under-17 2015 - Ottavi di finale                                       | 1                                                                               |                                                                                 |
| 1-11-2015                                                                       | Viña del Mar                                                                    | Brasile under 17                                                                | 0 – 3                                                                           | Nigeria under 17                                                                | Mondiali Under-17 2015 - Quarti di finale                                       | -                                                                               | 63’                                                                             |
| Totale                                                                          |                                                                                 | Presenze                                                                        | 5                                                                               |                                                                                 | Reti                                                                            | 1                                                                               |                                                                                 |

## Palmarès

### Club

#### Competizioni nazionali
- Campeonato Brasileiro Série B: 1

Botafogo: 2015